# Zelometeorium ambiguum
Zelometeorium ambiguum är en bladmossart som beskrevs av Monte Gregg Manuel 1977. Zelometeorium ambiguum ingår i släktet Zelometeorium och familjen Meteoriaceae. Inga underarter finns listade i Catalogue of Life.